# Jasaw Chan Kʼawiil II
Jasaw Chan Kʼawiil II – władca Tikál. Rządził w 869 roku.